# Bikuben Kollegiet Odense
Bikubenkollegiet er bygget i 2004 og indeholder 88 boliger. Kollegiet er placeret meget centralt i Odense, over for Brandts Klædefabrik, og er opført på foranledning af Kollegiefonden Bikuben.

## Lejlighederne
Der er både et- og to-værelses lejligheder, som er mellem 41 og 64 kvm. Der er stik i alle lejlighederne til telefon, TV, radio og Internet. Der er elevator i alle bygningerne, svalegang (de fleste med fælles bænke), affaldskakt og beboerne har dit egne kælderrum.

### Internet
Kollegiet er medlem af Foreningen Kollegienet Odense, som står for internetforbindelsen. Det er dem der står for driften af netværket, der består af flere kollegier i byen. Kollegiet er derfor underlagt nogle fælles regler, som Foreningen Kollegienet Odense har fastlagt og administrerer.

### Fællesfaciliteter
Som beboer på kollegiet har man adgang til en fælles vaskekælder med vaskemaskiner og tørretumblere (som beboerne selv skal betale for) og cykelkælder. Yderligere er der et 'fælleshus' ved siden af kollegiet, men dette administreres af kommunen, og kan derfor lånes af alle – ikke kun beboere.

### Kunst
Kollegiet er placeret i det offentlige rum, og her er placeret flere kunstværker. Her løber Rosenbækken igen, og går man langs den fra Brandts, og igennem hovedindgangen, vil man først møde stenskulpturen "Elverdans" af Johan W. Kallmayer, derefter skulpturerne "Spor" af Eiler Madsen, og til sidst "Evolution. Astronomi. Fysik. Kunst. Filosofi" også af Eiler Madsen.

### Udlejning
Administration af udlejning varetages af Kollegieboligselskabet.

### Vagtværn
I juli 2009 blev der etableret vagter ved kollegiet pga. chikane fra truende unge og narkomaner.